# Stemmen met de voeten
Met stemmen met de voeten wordt in de breedste zin bedoeld dat iemand uiting geeft aan zijn voorkeuren door van aanbieder te veranderen. De aanbieder kan in dit geval het land zijn waarin hij leeft, maar ook bijvoorbeeld het bedrijf waarvan hij klant is of een werkgever. 
In de wetenschap is het concept gerelateerd aan het werk van de econoom Charles Tiebout, die in stemmen met de voeten een niet-politieke oplossing voor het vrijbuitersprobleem bij regionaal overheidsbeleid zag. De term werd gepopulariseerd door de Amerikaanse president Ronald Reagan.
Het begrip is echter veel ouder. Lenin gebruikte het begrip reeds in de Eerste Wereldoorlog om de desertie aan te duiden van Russische soldaten, die niet meer voor de tsaar wilden vechten. In Duitsland is het begrip bekend in relatie tot de DDR. Tussen de oprichting van de DDR in 1949 en het jaar 1961 verlieten ongeveer 2,7 miljoen mensen de DDR en Oost-Berlijn, meer dan 10 procent van de bevolking. De vluchtelingenstroom van 1989 en de massale volksprotesten leidde tot het einde van het DDR-regime.
De econoom Milton Friedman schreef in Capitalism and Freedom dat overheidsmacht idealiter verdeeld is over vele kleine overheden. Dit biedt mensen die het oneens zijn met het beleid van één overheid de kans om naar andere overheid te verhuizen. De econoom en filosoof Friedrich Hayek schreef in Law, Legislation and Liberty over een ideaalbeeld van het transformeren van lokale en regionale overheden in quasi-commerciële bedrijven die concurreren voor burgers. Hiervoor zullen zij een combinatie van voordelen en kosten moeten bieden die wonen in het gebied minstens zo aantrekkelijk maakt als wonen in een ander gebied.
The Seasteading Institute, opgericht door Patri Friedman, experimenteert met dit idee door autonome, mobiele gemeenschappen te bouwen in internationale wateren. Patri Friedman zei hierover: "Als Seasteading een haalbare mogelijkheid wordt, wordt het wisselen van overheid een kwestie van ernaartoe zeilen zonder ook maar je huis te verlaten”.